# Ramón María Aller Ulloa
Ramón María Aller Ulloa (Lalín, 3 de febrero de 1878-28 de marzo de 1966) fue un astrónomo, matemático y sacerdote católico español. Catedrático de la Universidad de Santiago de Compostela, realizó varios estudios y observaciones astronómicas relevantes desarrollando instrumentos que fueron adoptados por otros centros, como el Observatorio de París. Era políglota y llegó a dominar diez idiomas.

## Biografía
Ramón Aller nació el 3 de febrero de 1878 en el pazo de Filgueiroa en Donramiro, Lalín provincia de Pontevedra, Galicia (España). Fue hijo de Domingo Enrique Aller Rodríguez, abogado y notario de Lalín (1882-1916) oriundo de Betanzos, y de Antonina Camila Ulloa Madriñán, natural de Villanueva (Miño, La Coruña). Su abuelo materno, Juan Ramón Ulloa Pimentel, abogado de la Real Audiencia de Galicia, había sido alcalde de Lalín (1866-1868) por designación de Isabel II.
Ramón fue el primogénito en una familia numerosa de catorce hermanos. Desde 1908 la familia reside posiblemente en la calle Pelayo, hoy Ramón María Aller, en una nueva casa construida en 1892.
Los primeros estudios los hizo en Lalín, hasta el bachillerato, que cursó en el colegio de los jesuitas de La Guardia, donde siente su vocación sacerdotal. En 1894 ingresa en el seminario de Lugo de donde pasa al de Santiago de Compostela. Fue ordenado sacerdote con un adelanto de dos años, precisando de dispensa para obtener el doctorado en Teología con veinte años. Ya sacerdote se promete a si mismo que no accederá a ningún cargo religioso ni percibirá retribución alguna por el ejercicio de su ministerio. A lo largo de su vida será fiel a su promesa, si bien no podrá evitar que en 1958, con 78 años, sea distinguido por el papa Juan XXIII como canónigo honorario de la catedral de Santiago, a instancias del cardenal Quiroga Palacios. Hacía ochocientos años (siglo XII) que no se dispensaba tal distinción.
Cae enfermo en 1964 y se traslada a su pueblo natal donde muere el 28 de marzo de 1966, a los ochenta y ocho años de edad.

## Trayectoria profesional
Su afición a la observación astronómica se despierta siendo joven, con un anteojo de 67 mm de apertura que le había regalado su abuela Camila Ulloa cuando era seminarista. 
En 1899 comienza, por libre en la Universidad de Oviedo, los estudios de Ciencias Exactas que seguiría en La Universidad de Madrid alcanzando la licenciatura en 1904 con 26 años. 
En 1905 acompaña a Ubaldo Aspiazu en la observación del eclipse de Sol del 30 de agosto, en Narón,  y el 14 de noviembre de 1907 estudia el paso de Mercurio delante de nuestra estrella. El fenómeno lo registra en un documento manuscrito de 40 páginas hallado (2013) en los fondos bibliográficos del Observatorio Astronómico de Santiago:  Pasaje de Mercurio por delante del disco solar el 14 de noviembre de 1907. Observaciones verificadas en Lalín. 
En 1911 observa el cometa de Johannesburgo (1910a), trabajo recogido en el Anuario del Observatorio de Madrid (1912) dentro de un artículo del astrónomo Antonio Vela.  
En 1912 se doctora con premio extraordinario y, en este mismo año, construye en la galería de su casa de Lalín el primer observatorio astronómico de Galicia, que contaba con dos instrumentos, el anteojo y un teodolito «Troughton&Simms»  construido en Londres, regalo de María Lajosa Sánchez.  Este primer observatorio llegó a ser de los más importantes de España. Con algún otro instrumento auxiliar como un cronómetro de la Marina, realizó las primeras observaciones sistemáticas del cosmos. 

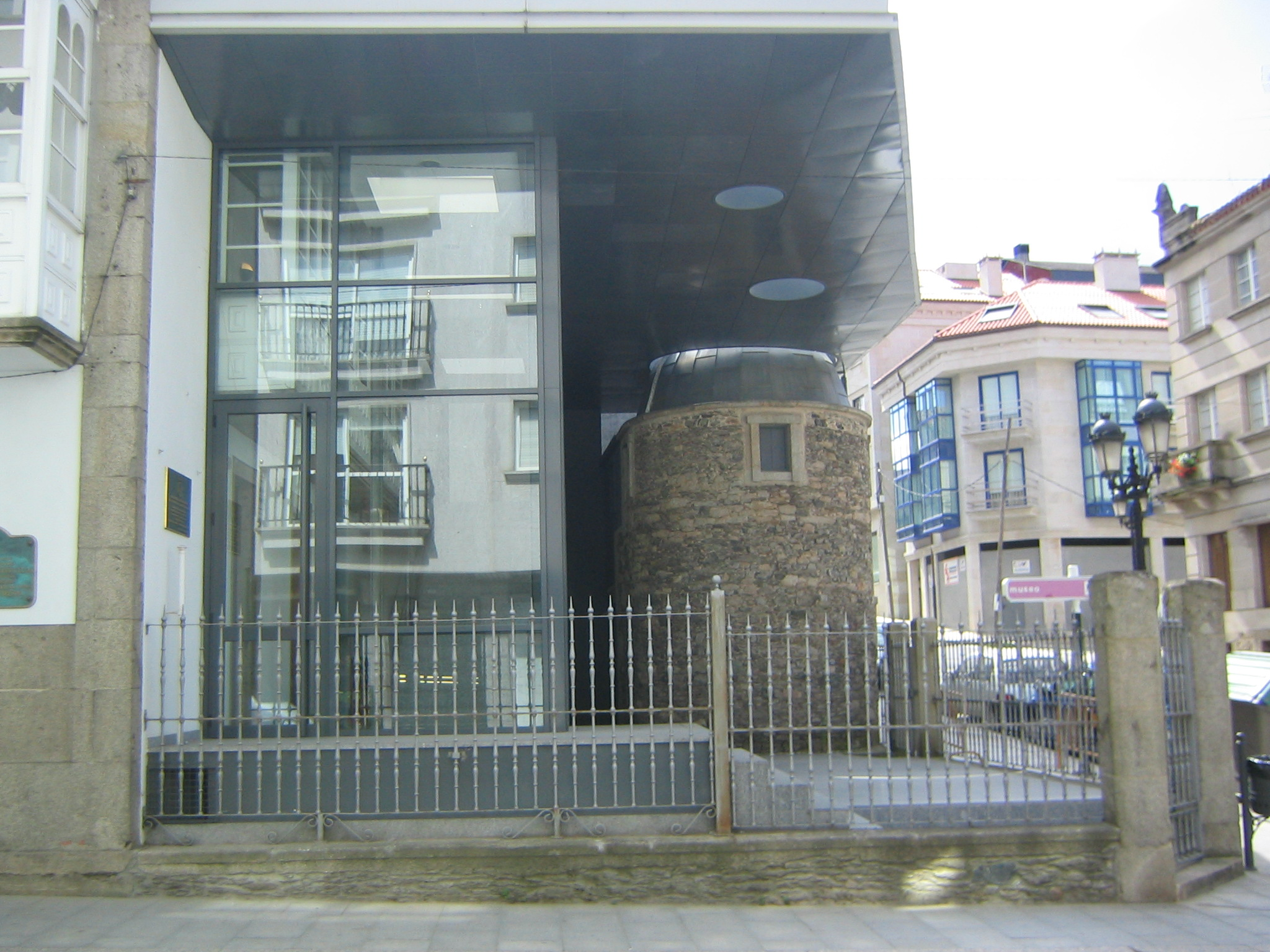
Observatorio de Lalín, actual museo Ramón Aller.

Luego realizó una serie de observaciones junto con estudios teóricos que fueron publicadas en la Revista de la Sociedad Astronómica de España y América.
Entre 1911 y 1920 frecuenta el observatorio de Luis de Ocharan en Castro-Urdiales, Cantabria. Determinando las coordenadas del observatorio concibe un método original del registro de pasos de estrellas por dos verticales perpendiculares. El acceso a un magnífico observatorio de calidad profesional le hace ver la necesidad de tener en Lalín sus propias instalaciones que proyectará y construirá él mismo en 1917, el llamado segundo Observatorio, dos casetas de madera en el jardín de su casa 
Su trabajo como astrónomo no lo distrae de su dedicación a las matemáticas y en 1918 culmina el libro Algoritmia  que dedica a su tío Saturnino Aller, patrocinador de la edición. Al morir éste, Ramón se queda con sus bienes en usufructo y decide aumentar el instrumental de observación adquiriendo un refractor Stenheil de 120 mm de apertura y 1.800 mm de distancia focal. La instalación de este instrumento, que se pondría en marcha en 1925, requirió la modificación de su observatorio al cual tuvo que añadir una cúpula, obras dirigidas por él mismo. Para la puesta en marcha del refractor realiza un minucioso programa a seguir (este programa está publicado en Archivo del Seminario de Estudios Gallegos de 1932 bajo el título Programa del Observatorio de Lalín).
El programa se ajustaba a tres tareas fundamentales: medidas de estrellas dobles, examen de superficies planetarias y observaciones ocasionales (ocultaciones, posiciones de cometas, estrellas fugaces, y otras). Los resultados de estas observaciones se publicaron en la revista alemana Astronomische Nachrichten (Notas astronómicas), la principal revista de astronomía de Europa, y en la francesa L ´ astronomie. Estos estudios fueron pioneros en España y crearon una importante escuela en la Universidad de Santiago.
A principios de 1930 tuvo la oportunidad de observar los cometas 1929d (Wilk), 1930b (Beyer) y 1930c (Wilk). Estudia  la tormenta de estrellas fugaces Dracónidas del 9 de octubre de 1933, desarrollando un procedimiento para calcular la órbita de la estrella madre en la revista Ibérica. En 1938 diseñó un astrógrafo que envió a la Casa Zeiss con el sello del «Observatorio Astronómico de Lalín». Su producción científica es tanta y de tal calidad que en el extranjero se creía que procedía de un observatorio con varios astrónomos.
Desde 1930 que publica sus primeros trabajos en la revista Astronomiche Narichtench hasta 1939 edita más de 40 trabajos en diferentes medios tanto nacionales como extranjeros. Completando, además, un interesante tratado de astronomía que venía escribiendo desde su juventud. Completaba estos trabajos de observación, relevantes y extraordinarios si se tienen en cuenta los escasos medios, con la confección de planos, la docencia e incluso la biografía de José Rodríguez González, el Matemático de Bermés. 

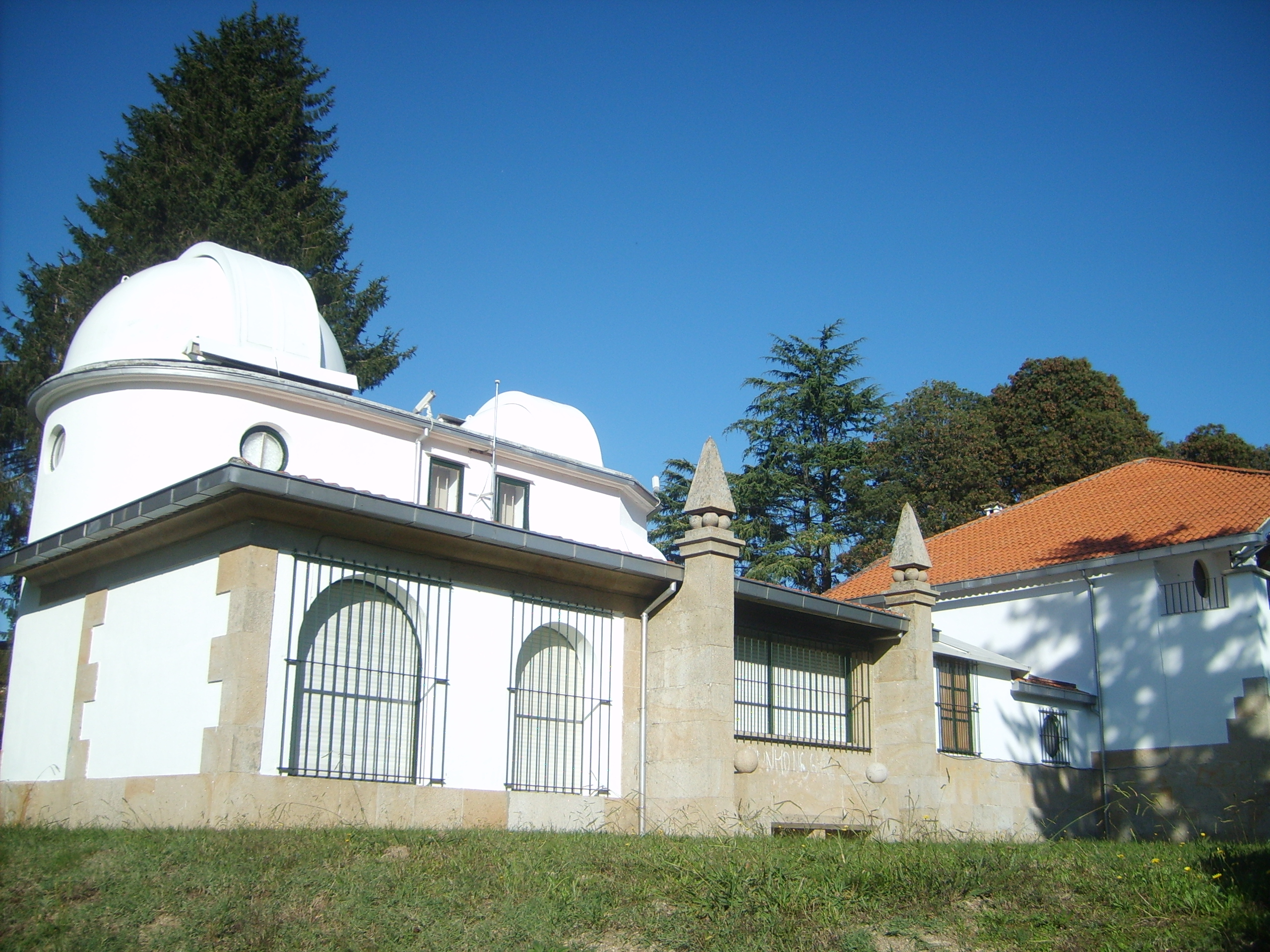
Observatorio de la Universidad de Santiago de Compostela, nombrado en honor a Ramón María Aller.

Introductor del estudio de las estrellas dobles en España, en 1935 calculó la órbita de OΣ 77 (ADS 3082), y en 1939 la de Σ 1932 (ADS 9578).
En 1939, se encarga de explicar geometría analítica y análisis matemático en la Universidad de Santiago de Compostela. En 1943 se construye un observatorio en la Universidad de Santiago donde trasladan los instrumentos de Lalín y en 1944 se crea la Cátedra de Astronomía para él.
El 30 de junio de 1943 presenta su tesis doctoral en la Universidad de Madrid con el tema Algunas experiencias que conviene realizar en las observaciones de pasos por verticales y ese mismo año es nombrado Director del Observatorio Astronómico y edita Introducción a la Astronomía, obra que venía preparando desde su juventud. Se amplia el observatorio con un telescopio de pasos que aporte el Consejo Superior de Investigaciones Científicas.
En 1945 crea la sección de Astronomía Teórica y Matemáticas Durán Loriga germen de lo que luego sería la Facultad de Matemáticas. Durante los años 40 y 50 el observatorio se encuentra en pleno rendimiento publicándose esos trabajos en publicaciones del observatorio de Santiago. En ese tiempo es también cuando se crea la cátedra de astronomía que dirige Aller hasta 1949 que es nombrado Catedrático extraordinario de astronomía. En 1948 es nombrado miembro de la Comisión 26 de la Unión Astronómica Internacional de Zúrich y publica el libro Astronomía a simple vista.

Abrir este libro pensando que sin más trabajo que leerlo se va a aprender su contenido, es arte de perder el tiempo. Quien tenga conocimientos astronómicos para nada necesita recorrer estas páginas; pero el que no los tenga, si ha de sacar provecho, es menester que lea simultáneamente el libro del Cielo, abierto para todos como el más hermoso, cuando está sin nubes. La profesión de astrónomo a simple vista requiere la contemplación de esas letras que mejor cuentan la gloria del Creador.

Aún sin instrumentos ópticos, es mucho lo que puede aprenderse; acaso nos parezca poco porque es una insignificancia comparado con lo que nos han dado, dan y darán los aparatos... ¡Cuidado! ¡Olvidamos muy pronto cuánto representan la precesión de los equinoccios, las leyes de Kepler!... Tanto éste como Hiparco no utilizaron sino observaciones a simple vista para hallar las bases de los movimientos celestes.
Ramón M  Aller
«Astronomía a simple vista»

El año siguiente, en 1949, es nombrado miembro de la Comisión Nacional de Astronomía. Entre 1960 y 1963 dirige tres tesis doctorales.

## Aurora boreal
En 1938 pudo observar una aurora boreal desde Lalín, causada por la tormenta geomagnética de enero de aquel año,   la «tormenta de Fátima». Aller dibujó un apunte de la aurora, que registró:

A las 0 horas y 15 minutos aparecen encima del brillo crepuscular magníficas cortinas rojizas formadas de rayas destacadas y marcadas a intervalos por otras rayas más claras con estrías blancas. El aspecto es de una belleza y delicadeza sorprendente.
Ramón M. Aller

## Reconocimientos
Su obra ocupa más de setenta y ocho artículos publicados en diferentes medios, cuatro libros, cinco tesis doctorales dirigidas por él, cuatro estrellas descubiertas y numerosos planos y diseños de instrumentos de observación y medición así como otros muchos materiales de diferentes temas.
Ramón María Aller fue miembro de la Academia de las Ciencias Exactas de Madrid, de la Comisión de la Astronomía y de otras instituciones mundiales. Inventó aparatos de medición y observación, algunos de los cuales fueron adoptados por el observatorio de París. Fue nombrado catedrático y director vitalicio del observatorio de Santiago, coengo honorario, e hijo adoptivo de la ciudad de Santiago de Compostela. Los astrónomos Hugh Percy Wilkins y Patrick Moore pusieron el nombre de Aller a un cráter de la Luna, aunque posteriormente dicho cráter fue rebautizado en honor al matemático inglés George Atwood.[cita requerida]
El Observatorio Astronómico de la Universidad de Santiago de Compostela lleva su nombre.
En 2011 fue homenajeado por la Real Academia Gallega de Ciencias en la cuarta edición del Día del Científico Gallego. 

## Condecoraciones
- Gran Cruz de la Orden Civil de Alfonso X el Sabio (1955)[27]